# Andreas Slominski
Andreas Slominski (født 1959 i Meppen, Vesttyskland) er en tysk maler, koncept og- objektkunstner.
Slominski er uddannet på Hochschule für Bildende Künste Hamburg (1983-1986). Han var professor for billedkunst på Kunstakademiet i Karlsruhe indtil 2004 hvor han overtog professoratet af Franz Erhard Walther.
Slominski har modtaget en række priser og legater, bl.a. Karl-Ströher-Preis (1991), Kunstpreis des Landes Bremen (1995) og Lichtwark-Preis (2013).
Andreas Slominski bor og arbejder i Berlin og Hamborg.
I 2017 præsenterede Museum Jorn i Silkeborg kunstnerens første soloudstilling i Skandinavien med titlen ANDREAS SLOMNSKI - SORRRING.